# Осредек-при-Доброві
Осредек-при-Доброві (словен. Osredek pri Dobrovi) — поселення в общині Доброва-Полхов Градець, Осреднєсловенський регіон, Словенія. 
Висота над рівнем моря: 506,6 м.